# 144.000 (getal)
144.000 is een natuurlijk getal. Het heeft bijzondere betekenis in verschillende religieuze bewegingen. In de Mayakalender is een baktun een periode van 144.000 dagen. 
De ontbinding in factoren is: {\displaystyle 144.000=2^{7}\times 3^{2}\times 5^{3}}. 

## Christendom
In het christendom heeft 144.000 bijzondere betekenis omdat het wordt gebruikt in de Openbaring van Johannes in het Nieuwe Testament (citaten uit de Nieuwe Bijbelvertaling):
- Openbaring 7:4-8: "Toen hoorde ik het aantal van hen die het zegel droegen: honderdvierenveertigduizend in totaal, afkomstig uit elke stam van Israël."
- Openbaring 14:1, 3-5: "Toen zag ik dit: het lam stond op de Zion, en bij het lam waren honderdvierenveertigduizend mensen die zijn naam en die van zijn Vader op hun voorhoofd hadden. ... Er werd voor de troon en voor de vier wezens en de oudsten iets gezongen dat leek op een nieuw lied. Niemand kon het lied begrijpen, behalve de honderdvierenveertigduizend mensen die van de aarde zijn vrijgekocht. Dat zijn degenen die zich niet met vrouwen hebben afgegeven maar maagdelijk zijn gebleven. Zij volgen het lam waarheen het maar gaat. Ze zijn uit de mensheid vrijgekocht om als de eerste opbrengst te worden aangeboden aan God en aan het lam. Geen leugen komt over hun lippen, er valt niets op hen aan te merken."

Het getal 144.000 (en de 12.000 uit iedere stam van Israël) worden verschillend geïnterpreteerd in het traditionele christendom. Sommigen nemen het getal in Openbaring symbolisch en geloven dat het Gods volk aanduidt doorheen de geschiedenis van de hemelse kerk. Daarbij wordt soms aangenomen dat 12 een aanduiding is voor volmaaktheid en het getal wordt gekwadrateerd en met 1.000 vermenigvuldigd voor extra nadruk. Anderen geloven dat het getal 144.000 letterlijk moet worden genomen en het aantal aanduidt van de afstammelingen van Jakob (in de Bijbel  ook wel Israël genoemd) of anderen aan wie God een uitverkoren bestemming heeft gegeven om een rol te spelen bij het einde van de wereld of de eindtijd. In het Preterisme gelooft men dat het Joodse christenen zijn die de vernietiging van Jeruzalem in 70 overleefden. Dispensationalist Tim LaHaye gelooft dat de 144.000 in Openbaring 7 naar Joden verwijst en die in Openbaring 14 naar christenen.

### Jehova's getuigen
Jehova's getuigen geloven dat precies 144.000 getrouwe mannen en vrouwen van Pinksteren 33 tot de huidige dag een hemelse opstanding krijgen als geestelijke wezens om de eeuwigheid met God en Jezus door te brengen.